# 수신자 조작 특성
수신자 조작 특성(受信者操作特性, Receiver operating characteristics, ROC) 혹은 반응자 작용특성,수용자 반응특성은 신호탐지이론에서 적중확률(Y축,True Positive Rate, Sensitivity) 대 오경보확률(X축, False Positive Rate, 1- Specificity)의 그래프이다. ROC그래프는 정기각률이 늘어나면 탈루률이 늘어나는 관계를 효용 대 비용의 관계로 설명하고 있다.

## ROC 공간

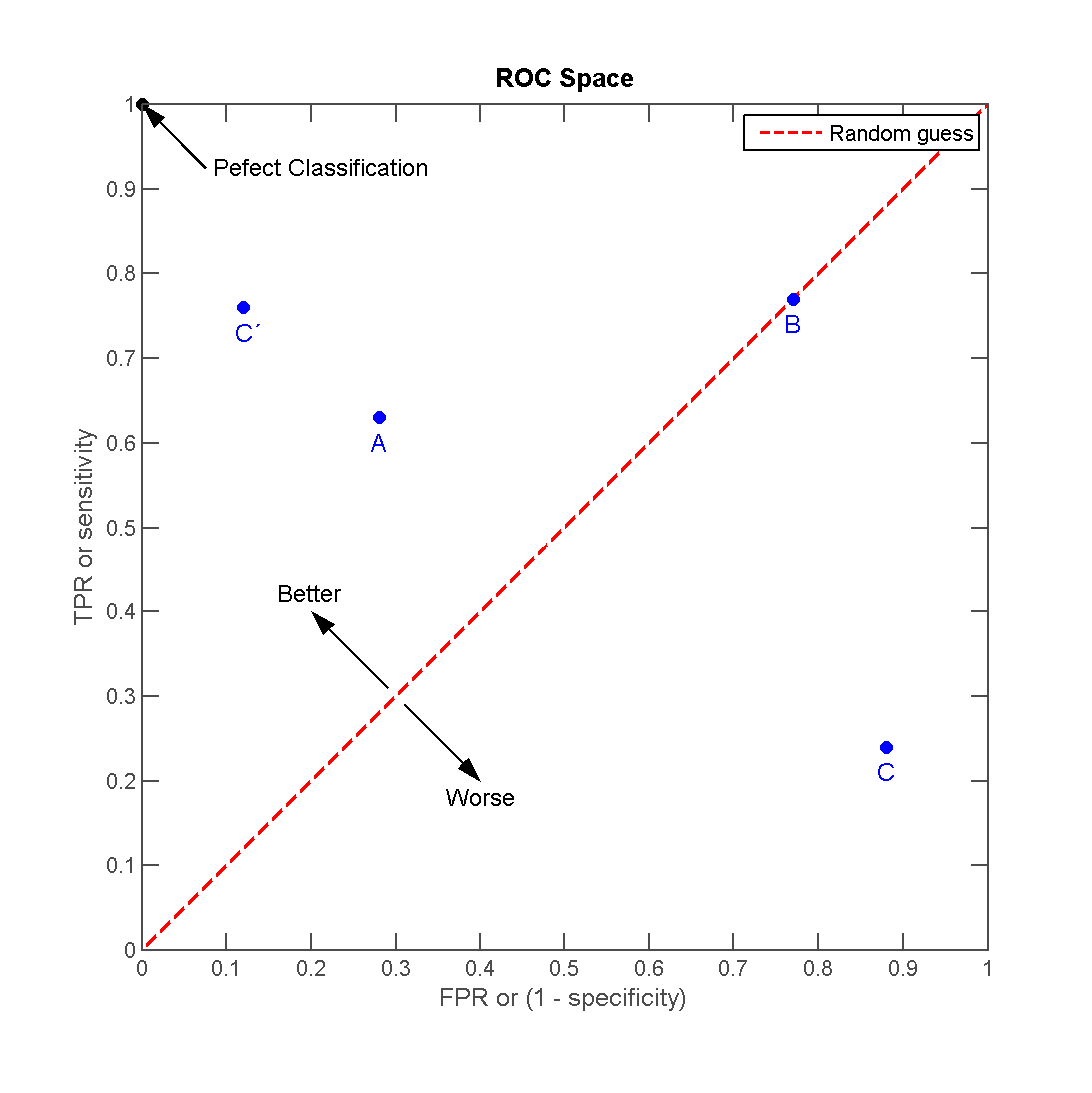
ROC공간. 붉은선은 랜덤추정

ROC그래프에서 왼쪽 하단(0,0)은 절대 "있음"이라고 하지 않는 구분자를 말하는데 탈루를 발생시키지 않지만 적중하지도 않는다. 이와 반대로 오른쪽 상단(1,1)은 무조건 "있음"이라고 하는 경우이다. 왼쪽 상단(0,1)은 완벽한 구분을 해내는 것을 뜻한다.
일반적으로 ROC그래프의 공간에서 왼쪽 하단의 방향으로 갈수록 '보수적'이며 오른쪽 상단의 방향으로 갈수록 '모험적'이다.
표에 나타낸 붉은 대각선은 {\displaystyle y=x}의 관계인 무작위적 추정치를 나타내고 있다. 예를 들어 구분자가 90%로 "있음"이라고 추정한다면 90%의 확률로 "있음"을 맞추게 되지만 동시에 오경보확률도 90%가 된다. 만약 구분자가 무작위적 추정보다 못한 구분을 한다면 이 붉은 선 보다 오른쪽 아래에 있게 될 것이다. 하지만 어떤 정보를 이용하여 더 나은 판단을 한다면 왼쪽 위에 있게 될 것이다.

## ROC 곡선
만일 신호강도와 관찰자의 민감도가 일정한 경우, 한 조건에서 다른 조건으로 이동하는 β({\displaystyle X_{c}}에서 신호와 노이즈가 만들어낸 신경활동의 비율)가 반응 편중에 따라 적중확률과 오경보확률이 변하는 관계를 보이는 곡선을 만들어낸다. 이 곡선은 수용자의 신호탐지에 있어서 특성을 나타내고 있으며 ROC곡선이라고 한다. ROC곡선은 신호탐지분석으로 얻어진 자료에 대한 민감도와 반응 편향의 결합효과를 이해하는 데 유용하다.

## 민감도
이 곡선의 휘어진 정도는 신호탐지의 민감도를 나타내는데 만약 관찰자의 민감도({\displaystyle d'})가 크면 곡선은 왼쪽 위로 굽게 된다.

## 같이 보기
- 탐지 이론